# Hylaeus sculptilis
Hylaeus sculptilis är en biart som först beskrevs av Carlos Schrottky 1910.  Hylaeus sculptilis ingår i släktet citronbin, och familjen korttungebin. Inga underarter finns listade i Catalogue of Life.